# Lineage (игра)
Lineage (кор. 리니지, англ. Lineage [ˈlɪniɪdʒ]) — это многопользовательская ролевая онлайн-игра (MMORPG) в стиле средневекового фэнтези, выпущенная 16 января 1998 года южнокорейским разработчиком компьютерных игр NCSoft. В прошлом игра являлась самой популярной в Корее и до сих пор остаётся достаточно популярной там; она также доступна на китайском и японском языках. Игра была разработана Джейком Сонгом (Jake Song). Впоследствии игра получила приквел Lineage II и порт под мобильные платформы Lineage M.
Lineage использует изометрическую 2D-графику, аналогичную той, которая была у Diablo (1996) и Ultima Online (1997).
Игра никогда не издавалась в России. Американские серверы были отключены 29 июня 2011 года. Существуют неофициальные англоязычные серверы, созданные энтузиастами.